# Meir Zlotowitz
Meir (Martin) Zlotowitz (13 juillet 1943 à Manhattan (New York) - 23 juin 2017 à Brooklyn (New York)) est un rabbin américain, fondateur de la maison d'édition ArtScroll, qui révolutionne le judaïsme contemporain par ses traductions de textes essentiels dont le Talmud.

## Biographie
Meir Zlotowitz,,,, ,est né le 13 juillet 1943 à Manhattan (New York). Il est le plus jeune enfant de Aaron et Fruma Zlotowitz, originaires de Lituanie. Son père est un mohel et un shochet. Il se souvient plus tard qu'il se réveillait le matin, entendant le chant de son père en train d'étudier la Torah. Son père avait étudié à la Yeshiva de Lomza. Ils immigrent aux États-Unis dans les années 1920. Il est proche du rabbin Moshe Feinstein.

### Études
Meir Zlotowitz fait ses études secondaires à l'école Rabbi Jacob Joseph School, dans le Lower East Side de Manhattan. Il étudie ensuite, toujours dans le même quartier de New York, à la Mesivta Tifereth Jerusalem (MTJ), sous la direction du rabbin Moshe Feinstein. Il en reçoit son ordination comme rabbin (Semikha).

### Art et design
Meir Zlotowitz suit des cours en graphisme à l'Institut Pratt à Brooklyn. Il se spécialise en calligraphie, en particulier pour des Ketoubot, dans un studio de Manhattan. Il établit une imprimerie sur l'Avenue Coney Island à Broolyn, qui produit des invitations et des brochures.

### Les débuts d'ArtScroll
En 1975, un ami de Meir Zlotowitz, le rabbin Meir Fogel, meurt, sans enfant. Meir Zlotowitz décide de publier, en sa mémoire, une traduction du livre biblique Esther avec des commentaires du rabbin Nosson Scherman. C'est un succès d'édition immédiat. 20,000 copies se vendent. C'est un tournant. Avec l'encouragement d'autorités rabbiniques, il transforme son entreprise en une maison d'édition pour les textes essentiels du judaïsme, dont le Talmud. En 2005, les 73 volumes du Talmud de Babylone sont complétés. L'impact est énorme, au niveau mondial,
Plus de 700 ouvrages ont été publiés, incluant des romans, des livres d'histoire, des ouvrages de littérature d'enfance et de jeunesse. ArtScroll est une des plus grandes maisons d'édition pour ouvrages à thèmes juifs aux États-Unis.

## Œuvres
- (en) Esther: The Meguillah: A new translation with a commentary anthologized from Talmudic, Midrashic, and rabbinic sources, 1976
- (en) Eichah (Lamentations): A new translation with a commentary anthologized from Talmudic, Midrashic, and rabbinic sources, 1976
- (en) Koheles (Ecclesiastes): A new translation with a commentary anthologized from Talmudic, Midrashic, and rabbinic sources, 1976
- (en) Ruth: A new translation with a commentary anthologized from Talmudic, Midrashic, and rabbinic sources, 1976
- (en) Shir Hashirim (Song of Songs): A new translation with a commentary anthologized from Talmudic. Midrashic, and rabbinic sources, 1976
- (en) Yonah (Jonah): A new translation with a commentary anthologized from Talmudic, Midrashic, and rabbinic sources, 1978
- (en) Succos: Its significance, laws and prayers: A presentation anthologized from Talmudic and Midrashic sources, 1982
- (en) Shema Yisrael: A new translation with a commentary anthologized from Talmudic, Midrashic, and rabbinic sources, 1982
- (en) Pirkei Avos, 1984
- (en) Bereishis: A new translation with a commentary anthologized from Talmudic, Midrashic, and rabbinic sources. 2 volumes, 1986

## Famille
Meir Zlotowitz et son épouse Rochel née Shulman ont 4 fils: Gedalia, Yisroel (Ira), Baruch, Chaim et 4 filles: Estie Dicker, Faigie Perlowitz, Devorah Morgenstern et Tzivi Munk.
Meir Zlotowitz est mort le 23 juin 2017 à Brooklyn, New York. Il est enterré à Beit Shemesh, en Israël.